# 1963 في كندا
فيما يلي قوائم الأحداث التي وقعت خلال عام 1963 في كندا.

## سياسة

### تعيين في المنصب
- 22 أبريل – ليستر بولز بيرسون رئيس وزراء كندا.

### انتهاء فترة المنصب
- 22 أبريل – ليستر بولز بيرسون زعيم المعارضة الرسمية [الإنجليزية]‏.

## مواليد

### يناير
- 18 يناير – دينيسي كينيدي لاعب هوكي جليد كندي.

### فبراير
- 13 فبراير – لوك دوفور لاعب هوكي جليد كندي.
- 14 فبراير – إنريكو كولانتوني ممثل كندي.

### مارس
- 9 مارس – جين-مارك فالي
- 26 مارس – روك فوازين

### أبريل
- 18 أبريل – إيريك ماكورماك
- 21 أبريل – روي دوبوي ممثل كندي.
- 26 أبريل – بيل وينينجتون لاعب كرة سلة كندي.

### مايو
- 25 مايو – مايك مايرز

### يوليو
- 3 يوليو – كلي كويمان
- 25 يوليو – دوغ بيرك

### أغسطس
- 24 أغسطس – إنغريد ماتسون
- 24 أغسطس – جوليان أوستن مغني كندي.

### أكتوبر
- 13 أكتوبر – إيزابيل جيليناس ممثلة كندية.
- 20 أكتوبر – جولي باييت

### نوفمبر
- 24 نوفمبر – ليزا هوارد ممثلة كندية.

### ديسمبر
- 30 ديسمبر – جون فان إت شخيب لاعب ومدرب كرة قدم هولندي.

## وفيات

### يناير
- 2 يناير – جاك كارسون (مواليد 1910)

### يونيو
- 9 يونيو – فريدريك ألبرت سوندرز (مواليد 1875) فيزيائي كندي.